# Doriand Percrule
Doriand Percrule, né le 21 mai 1999 à Vitry-sur-Seine, est un coureur cycliste français. Il est membre de l'équipe Novo Nordisk.

## Biographie
Doriand Percrule commence le cyclisme à l'âge de dix ans sur l'impulsion de son père, un triathlète d'origine réunionnaise. Sa première licence est prise dans un club de Saint-Louis. Durant ses jeunes années, il remporte divers titres de champion régional,. Il se distingue également sur l'édition 2018 du Tour Cycliste Antenne Réunion en terminant second de deux étapes et onzième du classement général. 
Durant l'été 2019, il se classe deuxième du contre-la-montre par équipes aux Jeux des îles de l'océan Indien, avec la délégation réunionnaise. Il commence toutefois à ressentir une fatigue constante, couplée avec une forte déshydratation. À la suite de tests médicaux réalisés en septembre, il découvre qu'il est atteint d'un diabète de type 1, à l'âge de vingt ans. Il poursuit néanmoins la compétition, tout en apprenant à gérer sa glycémie. L'année suivante, il décroche de nouvelles victoires dans des épreuves réunionnaises. Il intègre ensuite la réserve de l'équipe américaine Novo Nordisk à partir de 2021. Cette structure a la particularité de n'accueillir que des cyclistes atteints de sa maladie. Grâce à ce transfert, il bénéficie d'un calendrier bien plus dense, composé de courses européennes ou américaines inscrites au calendrier de l'UCI. Il finit notamment vingtième du Tour de Sakarya en 2020.
En 2024, il intègre officiellement l'équipe première de Novo Nordisk, après avoir passé trois saisons dans son centre de formation. Ses dirigeants le décrivent comme un « grimpeur-puncheur ». Lors de cette année, il participe au Tour d'Antalya, au Tour de Taïwan, au Tour d'Estonie, au Circuit franco-belge et à la Brussels Cycling Classic. Il n'obtient toutefois aucun résultat notable.

## Palmarès
- 2018
  - Champion de La Réunion du contre-la-montre espoirs
- 2019
  - Champion de La Réunion sur route
  -  Médaillé d'argent du contre-la-montre par équipes aux Jeux des îles de l'océan Indien
- 2020
  - Grand Prix de Saint-Louis[4]
  - Critérium de la ZAC 2000[5]